# Ciudad de Gosnells

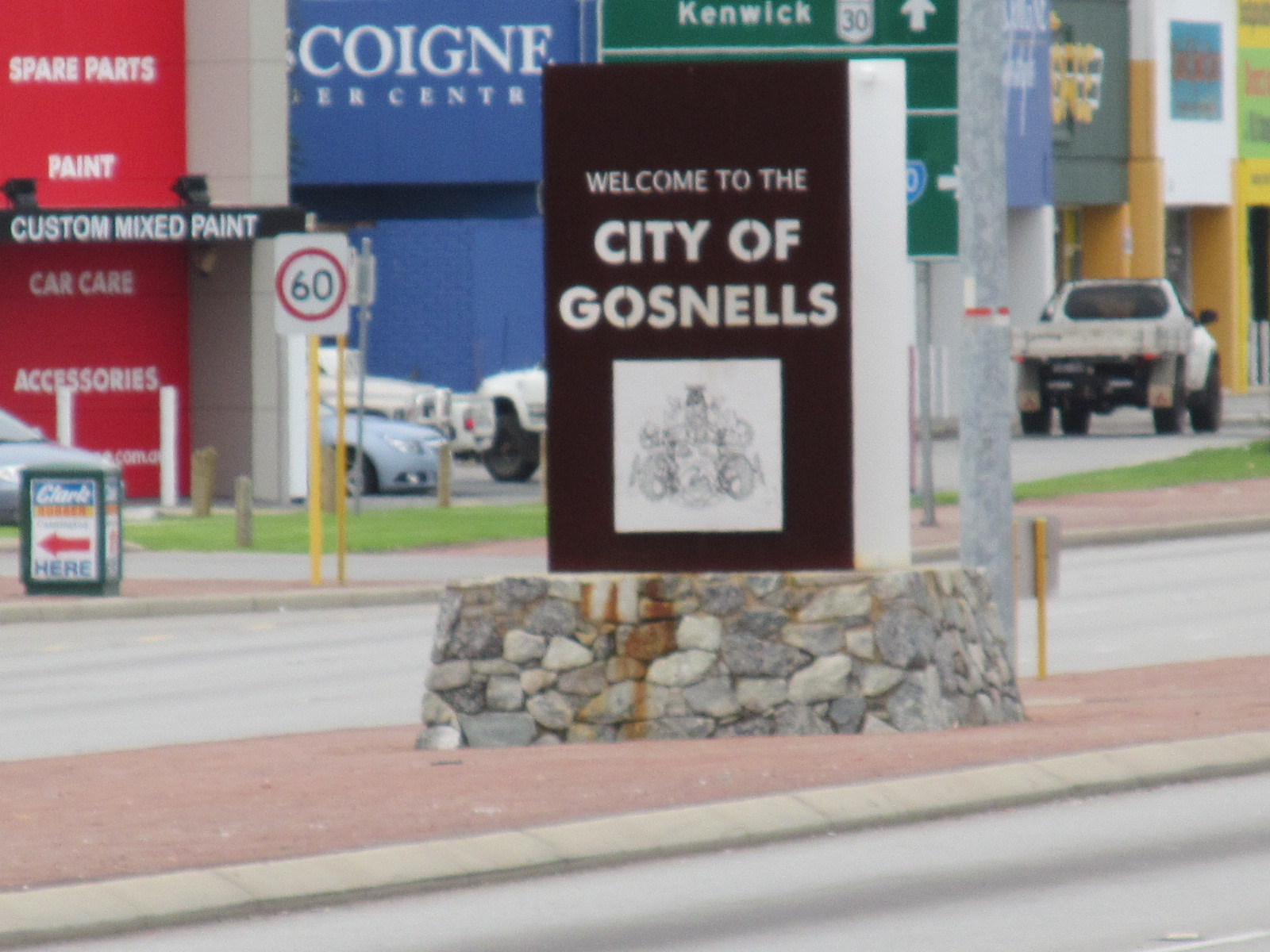
Letrero de bienvenida de la Ciudad de Gosnells

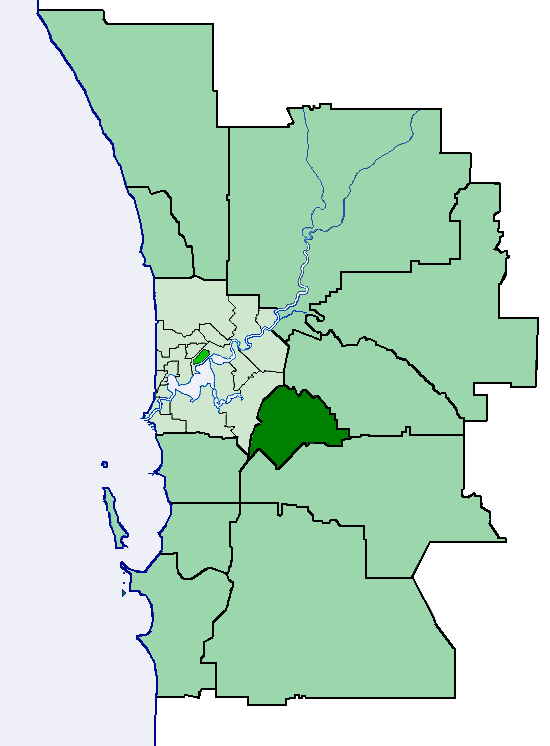
Mapa de Ciudad de Gosnells

La Ciudad de Gosnells es un Área Local Gubernamental en los suburbios del sudeste de la ciudad capital de Australia Occidental, Perth, situada al noroeste de Armadale y a alrededor de 20 kilómetros al sudeste del distrito financiero de Perth. La ciudad cubre un área de 128 kilómetros cuadrados, y tiene una población de alrededor de 91.579 (2006).

## Historia
Gosnells Road Board fue creada cuando se abolió la Canning Road Board el 1 de julio de 1907. En 1923, recibió tierras de la Jandakot Road Board cuando esa entidad fue abolida. En 1955, fue renombrada como Cockburn Road Board.
El 1 de julio de 1967, Gosnells Road Board se convirtió en un Consejo de Comarca siguiendo los cambios del Acta Local de Gobierno. El 1 de julio de 1973 se convirtió en un pueblo y exactamente cuatro años después alcanzó el estatus de ciudad.

## Barrios
La ciudad ha sido dividida en 3 barrios. El intendente es directamente elegido.
- Barrio Canning Vale
- Barrio Bickley
- Barrio Gosnells

## Suburbios
- Beckenham
- Canning Vale
- Gosnells
- Huntingdale
- Kenwick
- Langford
- Maddington
- Martin
- Orange Grove
- Southern River
- Thornlie